# Côte de la Princesse-Ragnhild

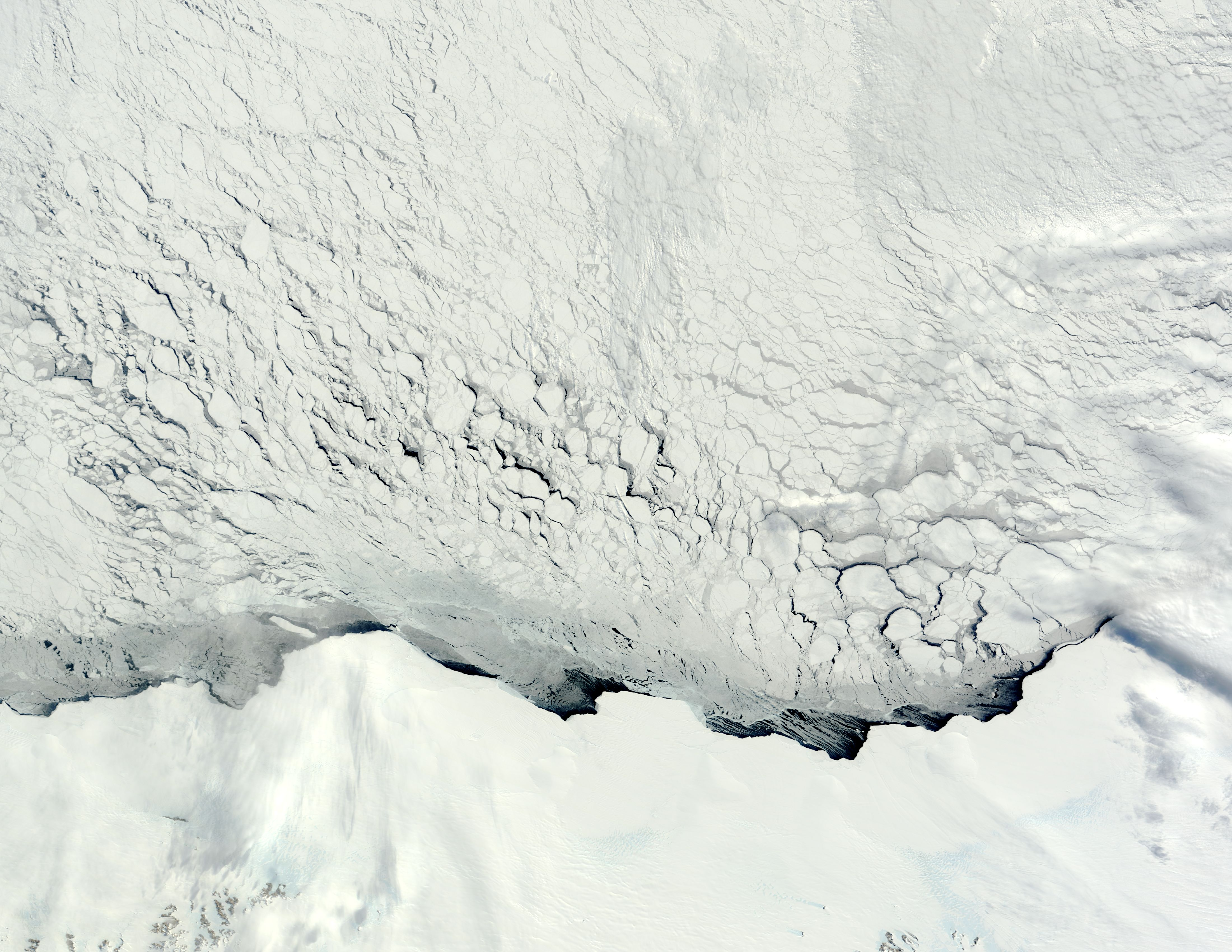
Côtes de la Princesse Ragnhild et de la Princesse Astrid, Antarctique

La côte de la Princesse-Ragnhild est une terre de l'Antarctique, d'une superficie de 540 000 km2, qui s'étend sur une portion de la Terre de la Reine-Maud. Elle a été découverte par Hjalmar Riiser-Larsen et nommée en hommage à la princesse Ragnhild de Norvège.